# Eduardo Vilariño Magdalena
Eduardo Vilariño Magdalena (Sada, provincia de La Coruña, 18 de febrero de 1868- Santiago de Compostela, 4 de octubre de 1916) fue un jurista, notario, catedrático de universidad y político español.

## Biografía

### Formación
El 18 de junio de 1891 obtuvo el grado de Licenciado en Derecho en la Universidad de Santiago de Compostela, y el 5 de junio de 1896 obtuvo el grado de Doctor, en la Universidad Central de Madrid. 

### Carrera académica
Desde enero de 1895 a junio de 1896 fue profesor auxiliar extraordinario de la Universidad de Santiago.
El 19 de mayo  de 1896 obtuvo, por concurso, el cargo de profesor auxiliar extraordinario de la Facultad de Derecho de Santiago cargo que desempeñó hasta el 19 de diciembre de 1898, fecha en la que obtuvo, por oposición, la cátedra de Elementos de Derecho Natural de la Universidad de Santiago.
En 1899 fue nombrado Secretario de la Facultad de Derecho.
En 1909 leyó el discurso de apertura del curso académico 1909-1910 de esta universidad, con el título de "Enseñanza del Derecho en las Universidades".

### Actividad política
Desde 1897 a 1899 fue segundo teniente de alcalde del Ayuntamiento de Santiago, y en el bienio 1899-1901, primer teniente de alcalde.
Fue presidente de la Comisión Municipal de Instrucción Pública de Santiago, desde el 5 de julio de 1897 al 31 de diciembre de 1901.
Desde 1904 a 1906 fue alcalde del Ayuntamiento de Santiago.

### Otras actividades
Fue abogado del Colegio de abogados de la ciudad de Santiago desde 25 de abril de 1892.
En 1894 obtivo por  oposición praza de notario, y fue nombrado para ejercer en Baltar.
Fue Socio de mérito de la Real Sociedad Económica de Amigos del País de la Ciudad de Santiago entre 1906 y 1911, y presidente de la Comisión Curadora de las Escuelas de esta Sociedad y vicerrector de la corporación. Asñi mismo fue socio corresponsal de la Real Sociedad Económica Montillana de Amigos del País.
En 1898 fue presidente de la Sección de Ciencias Morales y Políticas del Ateneo León XII, y vicepresidente del mismo centro en 1899, socio numerario de la Liga Protectora de la Educación Nacional y socio de mérito de la Sociedad Unión-Obrera Benéfica e Instructiva Regional de Santiago.
Durante el bienio 1895-1897 fue juez municipal suplente de Santiago.

### Obras
- Invocación pronunciada en la Santa Iglesia Catedral de Santiago el 30 de diciembre de 1898 como segundo teniente alcalde, presidente interino del Excmo. Ayuntamiento, en el acto de presentar la ofrenda nacional al Patrón de las Españas por delegación de S.M. el rey D. Alfonso XIII y de S.M. la reina regente Dña. María Cristina. Santiago: Escuela tipográfica municipal.
- Programa de Elementos de Derecho natural. Santiago, 1899, Imprenta de José M. Paredes.
- Moción presentada al Excmo. Ayuntamiento en la sesión del 21 de noviembre de 1900 como alcalde, presidente interino de la corporación, acerca del ensanche de la plaza del Toral. Santiago, 1900, Escuela Tipográfica Municipal.
- Discurso leído en la Universidad de Santiago en la solemne inauguración del curso académico de 1909-1910. Santiago, 1909, Imprenta de José M. Paredes.
- Curso de Derecho Penal (con I. Rovira Carreró), Santiago, 1912. Tipografía de El eco de Santiago.

| Predecesor: Ramón Sanjurjo Pardiñas | Alcalde de Santiago 1904 - 1906 | Sucesor: Lino Torre Sánchez-Somoza |